# Consorcio Unicode
El Consorcio Unicode (en inglés: Unicode Consortium) es una organización sin ánimo de lucro que se encarga de coordinar el desarrollo de la norma Unicode. Su objetivo inicial es reemplazar los estándares de codificación de caracteres existentes actualmente con Unicode y UTF, afirmando que muchos de los sistemas existentes están limitados en tamaño y alcance, y son incompatibles con entornos multilingües.
El éxito que ha tenido Unicode en la unificación de los juegos de caracteres ha llevado a su uso generalizado en la internacionalización y localización de software. La norma se ha aplicado en muchas tecnologías recientes, incluyendo XML, el lenguaje de programación Java, y los sistemas operativos modernos.
Hay varios niveles de membresía, y cualquier empresa o persona dispuesta a pagar las cuotas de membresía puede unirse a esta organización. Los miembros de pleno derecho son la mayoría de las principales empresas de software y hardware con cualquier interés en los estándares de procesamiento de textos, incluyendo Adobe Systems, Apple, Google, IBM, Microsoft, Oracle Corporation y Yahoo!.
La organización fue fundada para desarrollar, extender y promover el uso de la norma Unicode. El proyecto se inició en enero de 1991 en California. Las decisiones del consorcio son tomadas por el Comité Técnico de Unicode.
El consorcio coopera con muchas organizaciones de desarrollo de normas, incluidas ISO/IEC JTC1, W3C, IETF y ECMA.